# 波克羅夫卡 (波迪利斯克區)
47°34′57″N 30°21′54″E / 47.58250°N 30.36500°E
波克羅夫卡（羅馬化：Pokrovka）是位於烏克蘭西南部的村莊，由敖德薩州波迪利斯克區的柳巴希夫卡市鎮負責管轄。該村始建於1794年，面積1.86平方公里，2001年人口635，人口密度每平方公里341.03人。